# Jacques d'Alphée
Pour les articles homonymes, voir Jacques, Alphée et Jacques le Mineur.
Jacques d'Alphée ou Jacques, fils d'Alphée (en grec Ἰάκωβος ὁ τοῦ Ἁλφαίου) ou Jacques le Mineur est un Juif de Galilée qui fait partie des douze Apôtres de Jésus.
Dans la tradition catholique, il est parfois assimilé à Jacques le Juste tandis que la tradition protestante distingue les deux personnages, ainsi que le fait la recherche.

## L'un des «Jacques» du Nouveau Testament

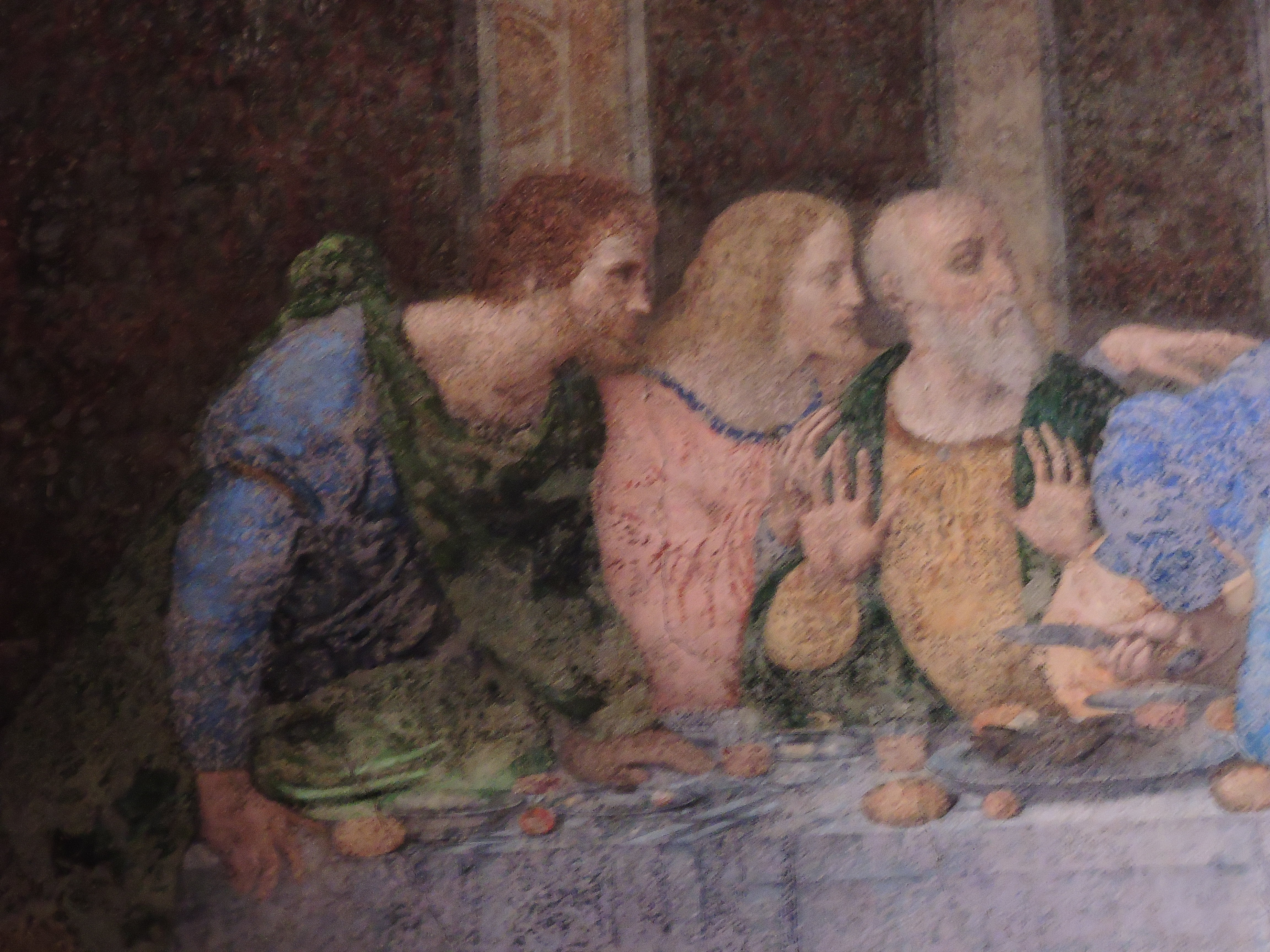
L'apôtre Jacques le Mineur (au centre), détail de La Cène de Léonard de Vinci (1498), église Santa Maria delle Grazie, Milan, Italie.

Plusieurs personnages se prénomment Jacques dans le Nouveau Testament : Jacques de Zébédée, également nommé Jacques le Majeur, l'un des Douze, frère de l'apôtre Jean de Zébédée ; Jacques d'Alphée, qui appartient également aux Douze, frère de l'apôtre Jude (mais les traditions ultérieures ne l'évoquent presque pas) ; enfin, Jacques le Juste, « frère de Jésus » qui joue un rôle important dans l'Église de Jérusalem.
À ces trois homonymes s'ajoute l'auteur de l'Épître de Jacques, attribuée par l'ensemble de la tradition chrétienne à l'apôtre Jacques le Mineur, attribution qui n'a plus cours aujourd'hui parmi les chercheurs. L'auteur de l'épître ne correspond à aucun de ces trois « Jacques » et peut être défini comme un chrétien « de la deuxième ou de la troisième génération », l'épître ayant été rédigée vers la fin du Ier siècle ou pendant le premier tiers du IIe siècle.

## Exégèse critique
Jacques d'Alphée, distinct de Jacques, fils de Zébédée, et de Jacques, frère de Jésus (Jacques le Juste), n’apparaît que quatre fois dans le Nouveau Testament, chaque fois dans une liste des douze Apôtres.
L'exégèse critique privilégie en effet la distinction entre Jacques d'Alphée et Jacques, frère de Jésus, dit « le Mineur », dans la mesure où les deux personnages ont bien des pères différents, que les Douze suivent déjà Jésus alors que les membres de sa famille, et donc ses frères, doutent encore de lui et, enfin, que le groupe formé par ces derniers est toujours distingué par les rédacteurs des évangiles dans leur description des apôtres.

## Interrogations

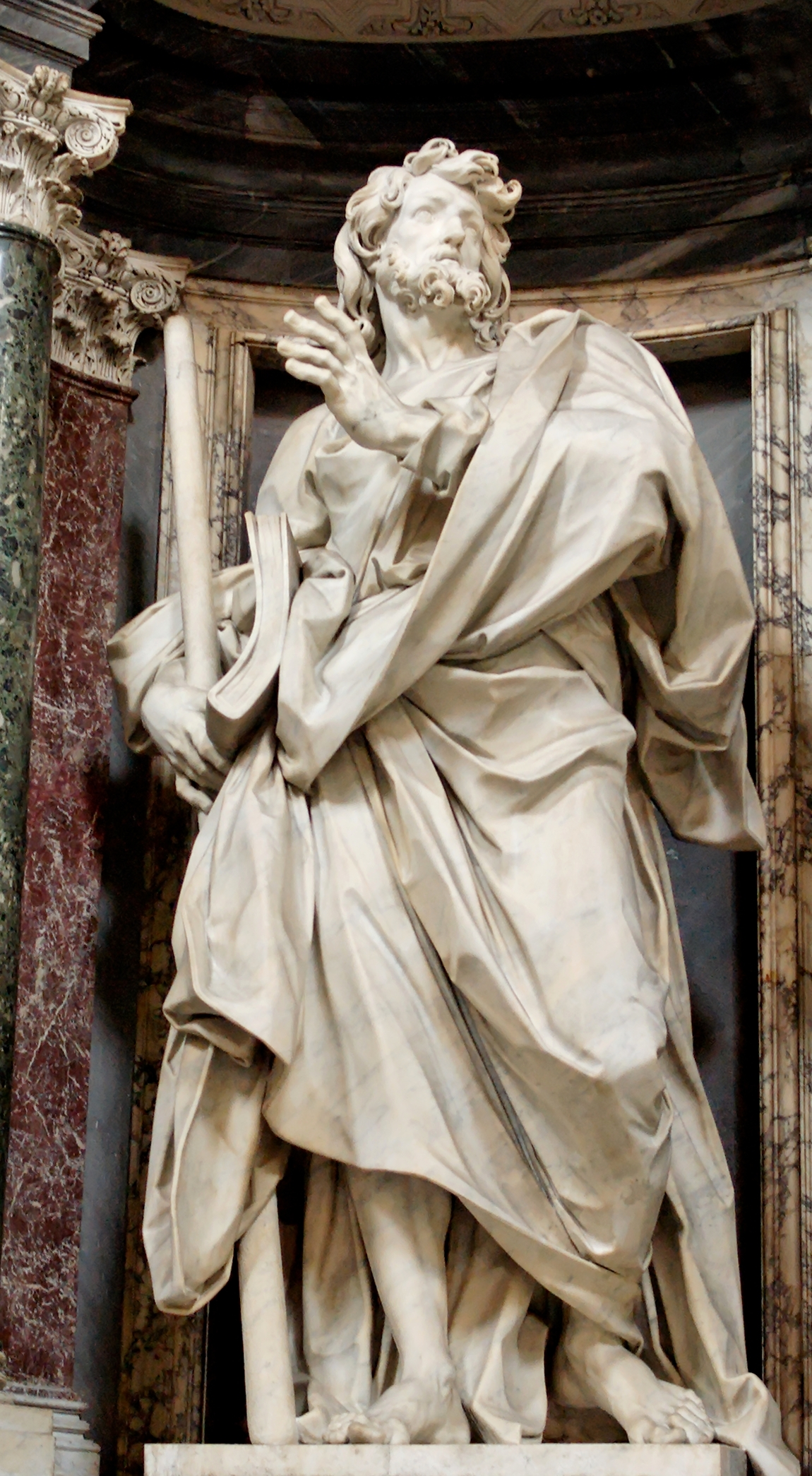
Saint Jacques le Mineur, par Angelo de' Rossi. Nef de la basilique Saint-Jean-de-Latran (Rome).

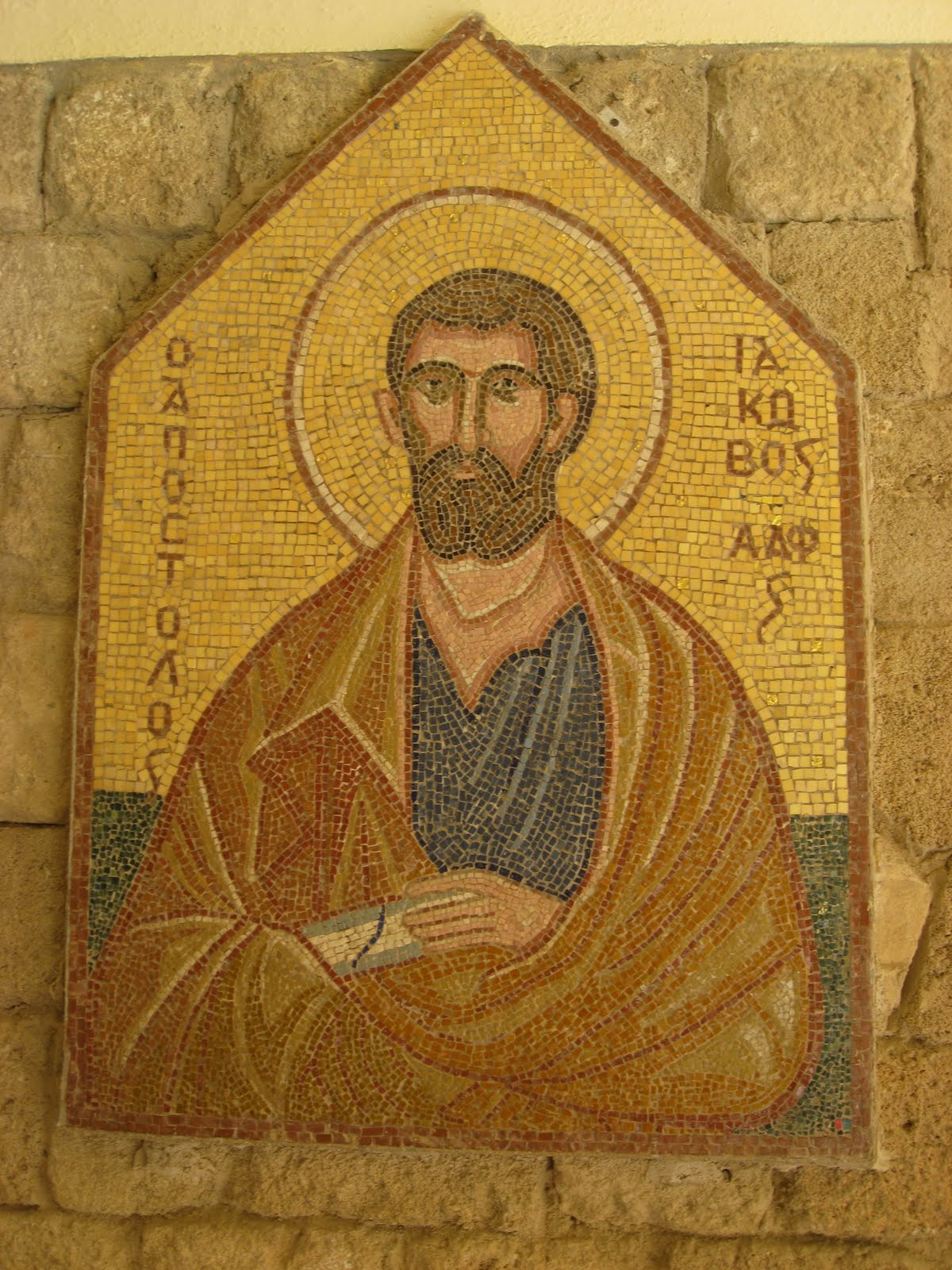
L'Apôtre Jacques d'Alphée, mosaïque de Ialyssos (Rhodes).

Autant Jacques de Zébédée et Jacques d'Alphée, le frère de Jude, apparaissent bien distincts, autant la question s'est posée d'une éventuelle synonymie entre ce dernier et Jacques le Juste, « frère du Seigneur ». Toutefois, si cet apôtre est le fils d'Alphée, il ne saurait être celui de Joseph, sauf à supposer qu'Alphée et Joseph ne feraient qu'un, ce qui ne figure pas dans l'Écriture.
Face à ces interrogations, le christianisme oriental distingue d'une part le fils d'Alphée (fêté le 9 octobre) et d'autre part le Mineur [ou le Juste] (fêté le 25 octobre). Le qualificatif de « Mineur » a d'ailleurs pu traduire une volonté du courant majoritaire de minimiser le courant judéo-chrétien dont Jacques le Juste était le chef.
À l'inverse, « la tradition occidentale a assimilé Jacques fils d'Alphée et Jacques « frère du Seigneur » en tenant le raisonnement suivant : si en Galates 1,19, Jacques le frère du Seigneur est un apôtre, il faut l'intégrer dans la liste des Douze et, comme il ne peut s'agir du fils de Zébédée, il ne reste plus que le fils d'Alphée. De surcroît, si l'on admet que « frère » signifie « cousin », Jacques d'Alphée peut être un cousin de Jésus : ainsi s'est développée à la suite de Clément d'Alexandrie la tradition de l'Église romaine, pour laquelle il n'existe que deux Jacques, le Majeur (le fils de Zébédée) et le Mineur (le fils d'Alphée, le Juste, le « frère du Seigneur »),.
Ainsi la tradition catholique identifie Jacques fils d'Alphée et Jacques le Mineur à un seul personnage lui-même distinct de Jacques de Zébédée, dit Jacques le Majeur, tandis que pour la plupart des exégètes protestants, Jacques d'Alphée et Jacques le Mineur sont deux personnages distincts.

## Occurrences néotestamentaires

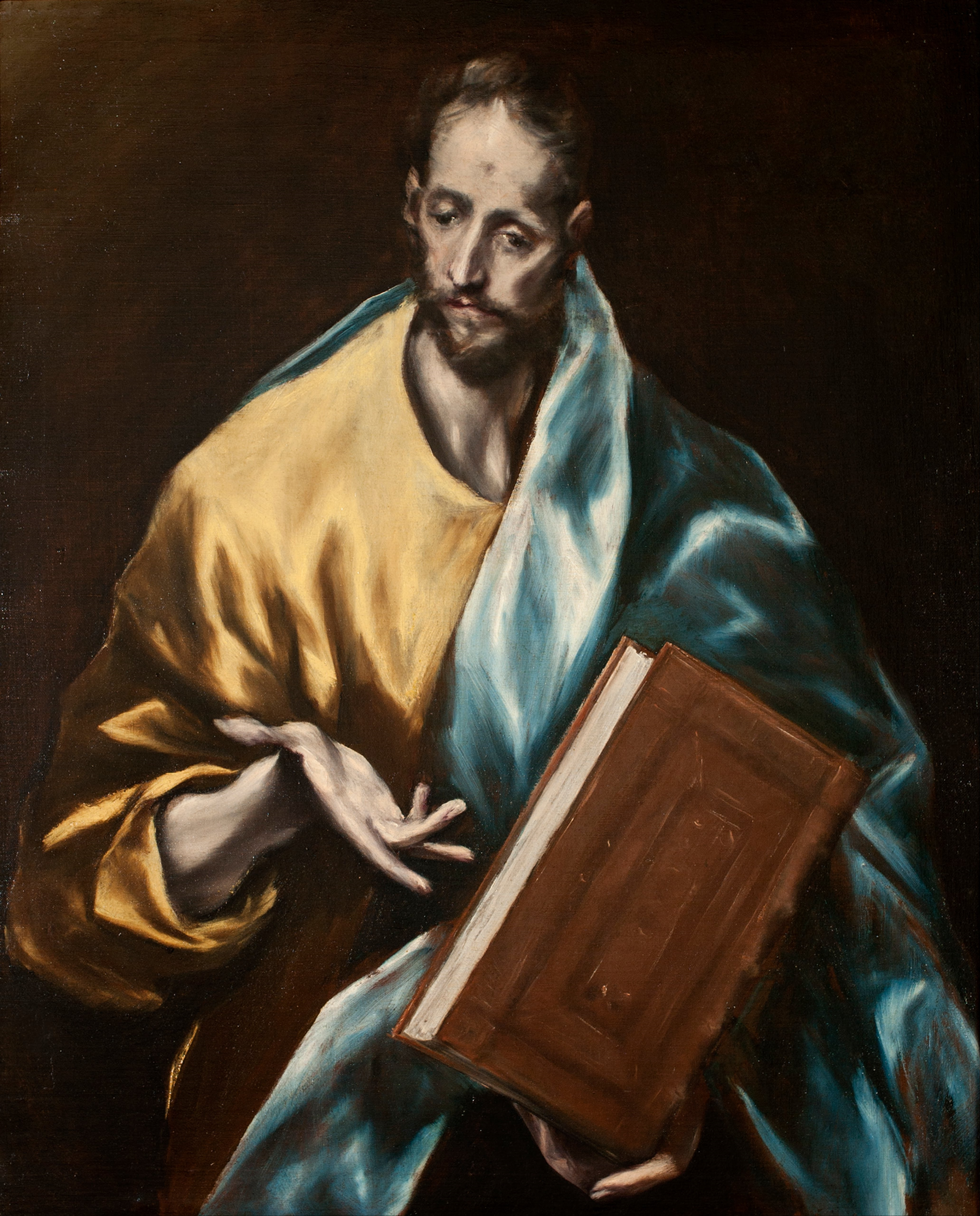
Le Greco, Saint Jacques le Mineur (1609), cathédrale de Tolède.

- Matthieu 10,3 « Philippe, et Barthélemy ; Thomas, et Matthieu, le publicain ; Jacques, fils d'Alphée, et Thaddée » ;
- Marc 3,18 : « André ; Philippe ; Barthélemy ; Matthieu ; Thomas ; Jacques, fils d'Alphée ; Thaddée ; Simon le Cananite » ;
- Luc 6,15 : « Matthieu ; Thomas ; Jacques, fils d'Alphée ; Simon, appelé le zélote » ;
- Actes des apôtres 1,13 : « Quand ils furent arrivés, ils montèrent dans la chambre haute où ils se tenaient d'ordinaire ; c'étaient Pierre, Jean, Jacques, André, Philippe, Thomas, Barthélemy, Matthieu, Jacques, fils d'Alphée, Simon le Zélote, et Jude, frère de Jacques ».

## Célébration
Jacques d'Alphée est fêté le 3 mai dans l'Église catholique, et le 9 octobre dans l'Église orthodoxe.
Ses reliques sont vénérées depuis le VIe siècle, avec celles de l'apôtre Philippe, dans la crypte de la basilique des Saints-Apôtres de Rome, consacrées par le pape Pélage Ier, consécration plus tard étendue à l'ensemble des douze apôtres. Cependant, selon une analyse chimique publiée en janvier 2021, les ossements qui lui sont attribués proviennent d’un Européen, ce qui affaiblit l'hypothèse de l'authenticité.